# Мы — семья (партия, Словакия)
Мы — семья (словац. Sme Rodina), ранее Партия граждан Словакии — правопопулистская, национал-консервативная политическая партия в Словакии, возглавляемая бизнесменом Борисом Колларом, который был спикером Национального совета с 2020 по 2023 год. Она выиграла места в Национальном совете на парламентских выборах 2016 и 2020 годов, была в оппозиции с 2016 по 2020 год и как младшая правительственная партия с 2020 по 2023 год.

## История партии

### Партия граждан Словакии (2011—2015)
В октябре 2011 года партию возглавил бывший член HZD Петер Марчек. Партия граждан Словакии участвовала в парламентских выборах 2012 года, но не прошла, получив всего 3836 (0,15 %) голосов, что оказалось достаточным для 24-го места из 26.

### Трансформация в Мы — семья
Перед парламентскими выборами 2016 года Марчек предложил свою партию Борису Коллару после того, как последний не смог возглавить движение «Наш регион». Словацкая гражданская партия была переименована в движение «Мы — семья — Борис Коллар».

### Избирательный период 2016—2020 гг.
После парламентских выборов движение впервые вошло в парламент, набрав 6,62% и получив 11 мест в Национальном совете. Мы - семья осталась в оппозиции после формирования правящей коалиции партий Smer, СНС, Мост и Словацкой консервативной партии. В июне 2016 года Коллар исключил Растислава Голубека, Петера Марчека и Мартину Шимковичову из парламентской группы и партии, поскольку они не участвовали в переговорах парламентской группы. Впоследствии они поддерживали правительственную коалицию в качестве независимых членов на протяжении большей части избирательного периода. На оставшийся период выборов в клубе "Мы - семья" было 8 депутатов.
На выборах в органы местного самоуправления 2017 года движение "Мы - семья" было полностью разгромлено, когда ни один из 80 кандидатов в депутаты самоуправляемого региона не получил мандата для партии.
Партия выдвинула кандидатуру Милана Крайняка на президентских выборах 2019 года. Крайняк занял на выборах 7-е место, набрав 2,77% голосов, и не прошел во второй тур.
Лидером кандидатов на европейских выборах в мае 2019 года был депутат Словацкого национального совета Петер Пчолински. Мы - семья получила 3,23% голосов, заняла десятое место и не получила ни одного мандата в Европейском парламенте.

### Избирательный период 2020-2024 гг.
На парламентских выборах в феврале 2020 года партия "Мы - семья" стала третьей по количеству мест партией в парламенте. Партия получила 8,24% голосов, что обеспечило ей 17 мест и возможность вступить в коалиционные переговоры с Игорем Матовичем. Коллар стал председателем Национального совета Словацкой Республики в марте 2020 года.
При формировании коалиции Коллар представил проект строительства 25 000 государственных арендных квартир. По словам Коллара, стоимость аренды таких квартир должна была составлять около 200-300 евро. Масштабное строительство планировалось начать в 2021 году. К концу избирательного периода ежедневно должно быть сдано по 25 квартир. Коллар подтвердил в телевизионных дебатах в январе 2021 года, что будут построены десятки тысяч квартир.

## Идеология
Председатель партии Борис Коллар не считает движение ни левым, ни правым. В ней он представлен как нестандартная политическая сила, ставящая своей целью «защиту семей в Словакии от угроз как извне, так и изнутри». Эксперты и комментаторы по-разному оценивают место партии в политическом спектре. По словам политолога Михала Цирнера, партия не имеет никакой идеологической основы и просто приспосабливается к общественному мнению. По словам Якуба Фила, комментатора ежедневной газеты SME, партия является правой и демократической, однако политологи Томаш Ноциар и Павол Хардош классифицируют ее как крайне правую.
В профессиональной политологической литературе партия описывается как популистская.
Основными программами партии являются обеспечение семей жильем и стабилизация цен на продукты питания. По словам политолога Радослава Штефанчика, партия пытается привлечь в основном избирателей с низкими доходами. В экономической сфере движение выступает за сильное государство; например, оно хочет создать государственные оптовые операции или обеспечить принятие ипотечных кредитов от граждан в случае, если они не смогут погасить их самостоятельно.
Партия социально-консервативная. Она придерживается анти-ЛГБТ+ позиций и выражает резкие антииммиграционные взгляды. Во внешней политике движение поддерживает членство Словакии в Европейском Союзе, но также выступает за его реформирование и поэтому считается мягким евроскептиком. Партия также поддерживает членство Словакии в НАТО и отправку военной помощи Украине в ее войне против России, хотя председатель движения Борис Коллар когда-то выступал за углубление отношений Словакии с Россией.